# Partit Nacionalista Mallorquí
Partit Nacionalista Mallorquí (PNM) fou un partit fundat el 1976 a Mallorca per Josep Melià i Pericàs i amb suport de Climent Garau Arbona. Pretenia la consecució d'un estatut d'autonomia per a les Illes Balears. Poc després va formar part de l'Aliança Nacional Mallorquina (ANAM) i a les eleccions generals espanyoles de 1977 donà suport la Unió Autonomista de Balears, però no va obtenir cap escó i es va dissoldre. Alguns dels seus membres marxaren cap al Partit Socialista de Mallorca i Josep Melià acabà integrant-se a UCD.